# Eurytomocharis pechipariensis
Eurytomocharis pechipariensis är en stekelart som beskrevs av Durgadas Mukerjee 1981. Eurytomocharis pechipariensis ingår i släktet Eurytomocharis och familjen kragglanssteklar. Inga underarter finns listade i Catalogue of Life.